# تاهوونلاهتی
تاهْوونْلاهْتی (به فنلاندی: Tahvonlahti) یک منطقهٔ مسکونی در فنلاند است که در هلسینکی واقع شده‌است.